# Az örökség ára
Az örökség ára (eredeti cím: Emanet) 2020 és 2025 között bemutatott török romantikus drámasorozat, amelyet Ayhan Özen, Serkan Mut, Oğuzcan Denizhan és Nuh Şen rendezett. A főbb szerepekben Halil İbrahim Ceyhan, Sıla Türkoğlu, Nana Stambolishvili és Nik Xhelilaj látható.
Törökországban 2020. szeptember 7-én a Kanal 7, Magyarországon az RTL 2022. november 30-a és 2024. január 22-e között mutatta be az első évadot.

## Cselekmény

### 1. évad
A történet ott kezdődik hogy Seher (Sıla Türkoğlu) nővére Kevser súlyos beteg a nőnek vagy egy gyereke a kis Yusuf azonban Seher apja nem engedi hogy Seher találkozzon a kisfiúval miután Kevser hozzáment az egyik Kirimli testvérhez ugyanis Yaman Kirimli (Halil Ibrahim Ceyhan) egy kegyetlen rideg ember akinek csak Yusuf a fontos és pontosan azt akarja hogy a kisfiú teljesen olyan legyen mint ő, Yamant és beteg testvérét Ziyat kiskorában elhagyta az anyja az apjuk pedig emiatt öngyilkos lett amit Yaman sohasem volt képes feldolgozni. emiatt minden nőt gonosznak számító kígyónak hisz. Kevser váratlanul meghal, miután Ikbal, Ziya gonosz és pénzéhes felesége lelöki őt a lépcső korlátján, Kevser halála előtt megkéri Sehert hogy költözzön a Kirimlikhez és vigyázzon Yusufra. 
Sehert azonban a kisfiún és a személyzeten kívül senki sem fogadja szívesen. Yaman ellenséget lát a nőben attól tart hogy elveszi tőle Yusufot Ikbal pedig az első perctől fogva gyűlöli őt ezért a házba költözteti nővérét Zuhalt hogy csábítsa el Yamant hogy övék legyen a Kirimlik vagyona majd a lány barátját is eltávolítja, Yaman kezdetben kegyetlen Seherrel szemben nem engedi hogy Yusuf közelében legyen a kazánházba zárja a nőt a kutyájával együtt Yusuf azonban a nénikéje közelebb akar maradni, majd Yaman szép lassan megenyhül Seher iránt és bele is szeret, azonban Ikbal és Zuhal mindent megtesznek, hogy tönkretegyék a nőt ennek érdekében a legaljasabb dolgokat is képesek megtenni, Yusufot intézetbe juttatják a kisfiút pedig csak úgy tarthatja meg Seher ha a gyámja lesz, ezért Yaman, aki egyre jobban beleszeret Seherbe és fordítva, megkéri: kössenek álházasságot, hogy megtarthassák a kisfiút, azonban többeknek is feltűnik, hogy Seher és Yaman egymásba szerettek. Például Nadire néninek, Seher pótanyjának, illetve Zuhal is beleszeret a férfibe és mindent megtesz, hogy megakadályozza a házasságot. 
Egy hamis dossziét állítanak elő Ikballal, amiben Sehert megrágalmazzák hogy a nőt csakis a pénz érdekli az esküvő azonban mégiscsak megtörténik már éppen minden tökéletesen működik mikor Yaman hála Zuhal mesterkedéseinek megtalálja a hamis dossziét és valóban hinni kezd a két kígyó hazugságainak ezért ismét kegyetlenül bánik Seherrel mindenféle hazugnak hiszi az összetört szívű nőt, azonban váratlanul felbukkan a nyomozó aki megzsarolja Ikbalt és Zuhalt hogy mindent bevall Yamannak már épp kiderül az igazság mikor a nyomozót Ikbal megöleti Yaman azonban rá talál az igazi dossziéra, majd megbánja hogy hitt a hazugságoknak Zuhalt börtönbe juttatja, ahol egy kegyetlen nővel, Melahattal zárják össze, aki alaposan megkeserítí Zuhal életét. 
A nő megpróbál minél hamarabb kiszabadulni hogy bosszút álljon Ikbalon amiért tönkre tette az életét. Ikbal azonban továbbra sem adja fel tervét hogy megszabaduljon Sehertől Yaman és Seher egyre közelebb kerül egymáshoz, amit a gonosz nőt nem hajlandó elviselni ezért lelöki Sehert a lépcsőn majd megzsarolja Belgint Seher gyógytornászát miután kiderül hogy a nő korábban lebénított egy nőt hogy pénzért cserébe bénítsa le örökre Sehert, a nő azonban mindent bevall Yamannak majd a férfi számára is kiderül hogy Ikbal végig hazudott neki többé nem tud hinni neki, azonban Seher és Yaman élete továbbra sem könnyű...
Az életükben rengeteg pszichopata ember bukkan fel többek között Ozan aki tanárnak adja ki magát akit Selim Seher gyerekkori barátja ajánl hogy segítsen Yusufnak megtanulni ukulelézni, a férfi azonban rég elhunyt barátnőjét látja Seherben a pszichopata férfi pedig mindent megtesz hogy megszerezze magának Sehert a férfi elrabolja a nőt Yamannak sikerül megmenteni Sehert azonban a dolgok kis híján tragédiába torkollik, miután Seher füstmérgezést szenved Yamant pedig lelövik Sehert teljesen megviselik a történtek... Yusuf váratlanul beteg lesz majd az orvosok azt hiszik a kisfiú leukémiában szenved Yaman aki haragszik Seherre a kisfiú betegsége miatt megenyhül a nő iránt azonban kiderül hogy a kis Yusuf betegsége szerencsére gyógyítható aki hamarosan fel is épül...
Selim rájön, hogy szerelmes Seherbe a szakácsként dolgozó férfi még Ikbalnak is képes segíteni hogy megszabaduljon Yamantól, Selim szép lassan teljesen megőrül majd Yaman rettegett ellenségével Camgözzel együtt megszervezik a kis Yusuf elrablását az aggódó Seher a kisfiú után megy majd a teljesen bekattant pszichopata Selim elhatározza hogy külföldre szökik Seherrel és Yusuffal együtt Yaman rájuk talál azonban a férfi csúnyán megsérül mikor Selim megtudja hogy Seher megszökött az erdőbe megy ahol megtalálja a Yaman sérülése miatt lassan haladó Sehert és Yusufot majd a pszichopata férfi le akarja lőni Yamant azonban Firat szerencsére időben érkezik, majd lelövi a pszichopata férfit, aki kómába kerül, majd tettei miatt a börtönbe kerül...
Ikbal továbbra sem adja fel tervét hogy megszabaduljon Yamantól és Sehertől. Elhatározza hogy kicseréli beteges férje, Ziya gyógyszereit, hogy a férfi őrültnek tűnjön és elmegyógyintézetbe juttatja, hogy megszerezze a Kirimlik vagyonát Zuhal időközben kiszabadul a börtönből majd elhatározza hogy bosszút áll Ikbalon megkéri a nőt hogy találkozzanak egymással. 
Megismerhetjük Kiraz (Gülderen Güler) történetét is akit miután gonosz testvére Erdal hozzáakar adni egy idegenhez megszökik otthonról és felkeresi régi tanárját az idős Osman bácsit hogy ott elbújhasson Erdal elől, azonban váratlanul felbukkan Ali aki Osman unokája aki ráadásul rendőr is Kiraz azonban betörőnek hiszi a férfit aki leüt, hogy senki se gyanakodjon rá csúnya bejárónőnek adja ki magát azonban Begüm Ali barátnője nem kedveli a bajkeverő lányt és mindent megtesz hogy megszabaduljon tőle Kiraz egyik bajt keveri a másik után Ali aki nem tudja hogy ő volt aki megtámadta megkedveli a bajkeverő lányt, azonban kiderül az igazság amikor Osman bácsi váratlanul meghal megkéri Alit hogy vigyázzon Kirazra a férfi szép lassan beleszeret a lányba azonban Begüm aki egy hazugsággal akarja elérni hogy Ali feleségül vegye azt hazudja hogy az anyja halálos beteg miután kiderül az igazság Ali szakít vele kezdetben segítségére van a mogorva Szultán néni Osman testvére is azonban miután megtudja az igazságot megváltozik a véleménye Kirazról majd mindenben segíti a lányt Erdal váratlanul felbukkan majd miután megakarja ölni Kirazt börtönbe kerül, Ali rájön hogy szerelmes Kirazba már éppen megakarja kérni Kiraz kezét amikor a börtönből kiszabadult Erdal ezúttal megöli a lányt. Ali nehezen dolgozza fel szerelme halálát de a kollégák segítségével sikerül feldolgozni...
Ali kollégáját, Ibrahimot az anyja feleségül akarja adni azonban ő kolléganőjébe Karaba lesz szerelmes Kara azonban hallani sem akar a házasságról mivel gyerekkorában részeges apja sokszor bántalmazta azonban végül ő is beleszeret Ibrahimba...
Fontos szereplő még Neslihan a Kirimli házban dolgozó szobalány Adalet unokahúga akibe Seher fogadott testvére Firat szeret bele Seher és Yaman esküvőjén, Neslihan álma valóra válik miután egy varró tanfolyamra kezd el járni, ahol megismeri Borát akibe szerelmes lesz Bora azonban csak kiakarja használni a lányt céljai eléréséhez megkéri Neslihan kezét azonban a lány megkéri Firatot hogy Adelet néni érdekében játsszák el, hogy ő kérte meg a kezét Bora egyre inkább halasztgatja a lánykérést, Neslihan pedig csúnyán megharagszik rá Adalet pedig mindenre rájön Neslihan pedig szakít Boraval azonban a férfi nem adja fel tervét azt hazudja hogy hamarosan találkozhat a családjának Neslihan pedig mindent elhisz...
Zuhalnak sikerül elbújni egy áruszállító autóban, majd bejut Ikbal szobájába. A nő el akarja juttatni az Ikbalt leleplező hanganyagot Yamannak, Ikbal megakarja akadályozni nővérét hogy lebuktassa Yaman előtt azonban ekkor Ikbal leesik a lépcső korlátján majd meghal. Ziya akinek Ikbal a halála előtt kicserélte a gyógyszereit egyre furcsábban viselkedik, Cenger aki a gonosz nő halála előtt látta, hogy Ziya rátámad Ikbalra majd miután meglátja hogy Ziya azt kiabálta hogy a nő gonosz volt és a gyógyszerek miatt az állapota egyre rosszabb attól fél hogy esetleg ő ölte meg Ikbalt, Kevser ügyét újra előveszik Seher pedig megtudja hogy a nőt meggyilkolták a nő teljesen kiborul majd elhatározza hogy bosszút át a testvére gyilkosán, Yaman hogy megmentse Ziyat a börtöntől mivel nem tudja hogy a valódi gyilkos Ikbal azt hazudja, hogy ő ölte meg Kevsert Seher teljesen összeomlik majd elhatározza hogy börtönbe juttatja a férfit azonban Yaman nem akarja hogy a nő elmenjen Seher a rendőrség segítségét kéri hogy megszabaduljon Yamantól mert nem akarja hogy a kis Yusuf együtt éljen az anyja gyilkosával, Firat mindenben a segítségére siet majd együtt kitervelik hogy szabaduljanak meg Yamantól Seher egy lehallgató készülék segítségével próbálja elérni hogy bizonyítékokat szerezzen Yaman ellen azonban a nő hamar lebukik majd rövidzárlatot okozz hogy ezzel becsapja Yamant, a férfi azonban mindenre rájön ezért Seher azt találja ki hogy a kórházba csalja Yamant aki Yusuf segítségét kéri hogy adasson be egy injekciót a férfival amitől Yaman rosszul lesz majd megjelenik Seher aki elviszi a kis Yusufot, Firat talál egy házat ahol elbújhatnak azonban a kis Yusuf miután Seher elaludt felhívja Yamant...
Ibrahim úgy dönt végre megkéri Kara kezét azonban a nő gyerekkori rossz emlékei miatt nem akar hozzá férjhez menni mivel állandóan az apja jut eszébe, Ibrahim pedig hiába tesz meg mindent hogy rávegye Karat a házasságra. Szultán néni próbál segíteni nekik, azonban Kara továbbra is hajthatatlan a nő elmenekül mikor Ibrahim megpróbálja megkérni a kezét, azonban egy akció során a férfi megsérül a kétségbeesett Kara azt hiszi hogy Ibrahim halott ezért végül mégis sikerül a férfinek megkérni Kara kezét...
Bora továbbra sem adja fel tervét hogy megszerezze magának Neslihant a nő naivan hisz benne hogy a férfi felesége lesz, mivel sürgeti a házasságot felkér két színészt hogy játsszák el a szüleit hogy Adelet semmire se gyanakodjon a nő mindent elhisz azonban a Tv-ben észreveszi a nőt akit Bora anyjának hisz Neslihan teljesen kiborul soha többé nem hisz Borának a férfi azonban továbbra sem hajlandó lemondani róla ezért ha másképp nem akkor is elhatározza hogy megszerzi a lányt ezért mikor a lány kimegy elrabolja Neslihant a kétségbeesett Adalet aggódik a lány eltűnése miatt majd Firatot kéri meg hogy segítsen megtalálni Neslihant akit végül sikerül megmenteni...
A kórházban elkábított Yaman észreveszi hogy Seher és Yusuf eltűnt akik Firat tervének megfelelően külföldre készülnek azonban a kamion vezető ott hagyja őket mikor megtudja hogy a Kirimli család tagjai, Seher és Yusuf az erdőbe menekülnek egy régi elhagyatott házat találnak Seher ott bújtatja el a kis Yusufot.Yaman végül megtalálja őket Sehert pedig arra kéri hogy menjen vissza hozzá majd bevallja hogy beleszeretett a nő akit még mindig Kevser gyilkosának hisz egyáltalán nem akar visszamenni ezért Yaman könyörög Sehernek hogy lője le különben soha nem szabadul meg tőle mivel az emberei úgyis a nyomára bukkanhatnak a nő pedig lelövi azt a férfit akiben megbízott és szeretett mert nem tudja elviselni hogy egy gyilkossal éljen Yaman ájultan esik össze Seher terve pedig sikerül a férfit a földön fekve magára hagyja majd elrabolja Yusufut... Így ér véget az első évad...

### 2. évad
A második évad ott folytatódik ahol az első évad véget ért.
Seher teljesen kiborul miután lelőtte Yamant titokban mentőt hív a férfihoz akit válságos állapotban szállítanak kórházba, a nő továbbra is bujkál a kis Yusuffal akinek egyre inkább hiányzik Yaman. Nesliahnt sikerül megmenteni Bora pedig börtönbe kerül. Nedim és Firat is rájönnek hogy Seher lőtte le Yamant ezért Firat minden bizonyítékot próbál eltüntetni hogy megvédje a nőt, Seher és Yusuf találnak egy buszt amire felszállnak azonban váratlanul megjelenik egy ellenőr így miután a kis Yusuf felébred egyből Yamant kezdi el keresni majd Seher Asli néven odaadja a hamis igazolványt és azt hazudja hogy ő a kisfiú anyja így nem bukik le, a hírekben és az újságokban is beszámolnak arról hogy ismeretlen tettest keresnek Yaman lelövésével kapcsolatban Seher pedig retteg hogy esetleg megölte a férfit, ezért úgy dönt Yusuffal együtt tovább folytatják a bujkálást azonban egy tolvaj megtámadja őket majd ellopja Seher táskáját, Seher a támadás után talál egy szállodát de mivel nincs nála pénz így kidobják onnan, ráadásul a rablók továbbra is az utcán járkálnak ezért Sehernek és Yusufnak kénytelenek az utcán tölteni az éjszakát. Eközben Yaman a kórházban élet és halál között lebeg Nedim és Cenger aggódnak a férfi miatt, Seher megpróbál munkát találni azonban a kis Yusuf egyre nehezebben viseli el Yaman hiányát majd váratlanul megszökik és a busz csomagtartójában bújik el a kétségbeesett Seher a kisfiú keresésére indul akit szerencsére sikerül megtalálni Yamanon elvégzik a műtétet aki magához tér. Egy hónappal később Seher és Yusuf találtak maguknak egy kis kis házat azonban a tetőjük beázik, Seher napközben a korábban megismert Fikret boltjában dolgozik, ahol süteményeket süt és játékokat probál eladni amiket ő maga varrt Yusuf összebarátkozik Fikret szívbeteg kislányával Melekkel egyedül ő ismeri a teljes igazságot Seher és Yusuf igazi kilétéről.  
Yaman felépül, azonban hiányzik neki Seher és Yusuf az emberei segítségével próbálja őket megtalálni a céget is hanyagolja amit a távollétében Nedim vezet.A történtek után Nesliahn ismét szobalányként dolgozik bár Firat a Bora eset után bevallotta neki hogy szereti a nő csak barátjaként tekint rá, Firat rájön hogy valóban Seher lőtte le Yamant majd bevallja Alinak hogy hazudott és elrejtette a valódi bizonyítékokat ezzel védve Sehert. Ziya továbbra is kórházban van és ő is nagyon hiányolja Sehert és Yusufot azonban még mindig teljesen össze van zavarodva a Kevser és az Ikbal gyilkosság miatt. Azonban úgy tűnik, Ibrahim és Kara kapcsolata tökéletes ugyanis végre eljegyezték egymást. Yaman továbbra sem adja fel ezért elindul hogy megtalálja Sehert és Yusufot Nedim átküldi neki a hangfelvételt amiből kiderül hogy Seher hívta ki a mentőket, Yaman a környékbelieket is ki kérdezi hogy látták e Sehert és Yusufot még abba a szállodába is elmegy ahová a nő korábban ment volna végül Yaman épp akkor megy el mikor Seher és Yusuf hazaérnek majd ezek után többször is elkerülik egymást Yaman miután pont Melekkel és Fikrettel látja meg őket úgy dönt mindenhová követni kezdi Sehert és Yusufot, Seher miután gyanús jeleket kap Szászorszép Esthajnal csillag dekoráció rájön hogy Yaman megtalálta őket. Aliék akcióra készülnek rajtaakarják kapni az egyik bűnbandát azonban Duygu a beépített rendőrnő miatt az akciónak annyi lesz. 
Seher teljesen kiborul mikor megtudja hogy Yaman megtalálta őket Fikret szerint azonban ez mind csupán csak a véletlen műve azonban mikor Seher elmegy hogy visszavásárolja a nyakláncát észreveszi hogy elvitték kiderül hogy Yaman vitte el akivel végre sikerül Sehernek találkoznia azonban a nő még mindig azt hiszi hogy ő ölte meg Kevsert a nő végül megengedi hogy Yusuf miatt a házukban maradjon azonban Seher Fikret tervének megfelelően megpróbál altatót rakni Yaman kávéjába, azonban Yaman mindenre rájön így véletlenül Seher issza meg. A rendőrség átmenetileg új társat kap Duygu személyében aki undokul bánik mindenkivel a nyomozónő egyedül csak Karanak szimpatikus aki próbálja őt meglepni azonban a nő semmit sem fogad el és elvárja hogy a többiek normálisan dolgozzanak még a kirúgásokkal is fenyegetőzik Ali próbálja meggyőzni, azonban Duygu akinek elrabolták a testvérét Yasemint nem hajlandó rájuk tagként tekinteni. 
Seher másnap reggel úgy dönt ismét megpróbál megszökni azonban Yaman ezt nem hagyja annyiban Fikret váratlanul megjelenik majd leüti a férfit azonban Yaman kideríti Seher hová készül majd megkötözi Fikretet időközben Yusuf felébred és visszaakar menni Yamanhoz, azonban Seher elesik így a kisfiút visszatudják vinni a kocsihoz... Duyguot továbbra sem kedvelik a többiek, főleg miután a nő egyik mappába összekeveredik Firatéval, a rendőrnő megtalálja az addig rejtegettet bizonyitékokat Ali mindent magára vállal hogy megmentse Firatot Yaman az autópályán követni kezdi Sehert aki váratlanul a villába tér vissza de csakis Yusuf miatt Yamant továbbra is gyűlöli. Seher mindent megtesz hogy távoltartsa Yusufut Yamantól azonban ez nem könnyű, Duygu véletlenül rájön hogy Firat hazudott Seher érdekében majd letartóztatják Sehert, a nyomozónő élete sem könnyű az anyja őt hibáztatja testvére Yasemin eltűnése miatt.Sehert miután letartóztatják biztos benne hogy Yaman jelentette fel azonban váratlanul a kihallgatáson a férfi is megjelenik azonban csak azt éri el hogy a Seher melletti fogdába zárják be, Alit felfüggesztik, Duygu anyja váratlanul eltűnik majd egy idegen kislányt akar magával vinni akit a rég eltűnt kislányának hisz kiderül hogy a rendőrnő és Seher ismerik egymást. 
Nedim váratlanul találkozik Zuhalal aki továbbra is bosszút akar állni Seheren.Miután kiderül hogy Duygu Seher gyerekkori barátja a nő kiengedi Yamannal együtt, Firat azonban bosszút akar állni a rendőrnőn ám Ali ezt nem engedi. Ziya még mindig kórházban van és továbbra is összevan zavarodva már majdnem mindent bevallana mikor Yaman megjelenik.
Zuhal megpróbálja visszaszerezni Yaman bizalmát ezért átadja neki az Ikbalt lebuktató hangfelvételt. Yaman megpróbálja eltiltani Sehert Ziyatól, a nő továbbra is megpróbál megszabadulni Yamantól. Zuhal elhatározza hogy Ziya segítségével jut vissza a villába azonban ekkor váratlan fordulat következik Seher és Yusuf éppen hazaindulnak mikor a kisfiú meglát két cicát átszalad az úton azonban ekkor jön pont egy kocsi ami Zuhalt üti el aki megpróbálja megmenteni a kisfiút. A nőt súlyos állapotban szállitják kórházba aki súlyosan megsérül, Seher teljesen kiborul a történtek miatt még azzal sem foglalkozik hogy a nő gonosz volt vele, eközben Duygu veszélyes bevetésre indul Ali követni kezdi a nőt már majdnem lelőnék Ali azonban megmenti a nőt akit vissza vesznek a rendőrséghez. Zuhal még a baleset előtt átadja a hanganyagot amit még akkor készítettek mikor Ikbalt elrabolták Seher pedig megtalálja a bizonyítékot amit Firat keresett.  
Kiderül, hogy Duygu testvére Yasemin 17 évvel ezelőtt eltűnt az anyja pedig ezt sosem volt képes feldolgozni a nő Szultán néni javaslatára aki ismeri az ápolónőt megkéri hogy költözzenek a mellettük lévő lakásba amit Duygu el is fogad mindenki meglepődik mikor kiderül hogy róla van szó. Yaman pedig végre meghallgatja a hangfelvételt amiből kiderül Ikbal összes aljassága majd rájön hogy ő volt Kevser valódi gyilkosa. Duygu miután megtudja hogy hová költözött úgy dönt minél hamarabb elköltözik onnan azonban Ali maradásra akarja bírni. Yaman nyomozni kezd hogy kiderítse valóban Ikbal ölte e meg Kevsert, elmegy Zuhalhoz azonban a nő semmiről sem tud Ziya pedig továbbra is össze van zavarodva ezért a férfi úgy dönt megkeresteti Ikbal embereit. Seher továbbra is börtönbe akarja juttatni Yamant azonban a képről kiderül hogy akkor készült mikor Selim elrabolta őket. Seher úgy dönt nem küldi el a képeket Firatnak, Yaman pedig megtalálja a sofőrt akit megveret majd bevallja hogy Ikbal járatta le Kevsert Seher aki követte Yamant ismét megharagszik a férfira azonban mikor Camgöz embere leakarja lőni Yaman ismét megmenti a nőt. Duygu anyját Sevdat és Szultán nénit váratlanul beviszik a rendőrségre, Duygu képtelen bevallani hogy a nő beteg Szultán néni megsajnálja a nőt majd bocsánatot kér.  
Ali segíteni akar, de Yasmine dolgai váratlanul kiesnek a nő továbbra sem akarja hogy segítsenek rajta.Yaman miután megmenti Sehert ismét megsérül a nő azonban továbbra sem hisz neki, a férfi azonban egyre biztosabb benne, hogy Ikbal a valódi gyilkos. Yaman elintézi hogy Canmgöz végre börtönbe kerüljön azonban a sebe elfertőződik Seher ápolja őt majd a férfi lázálmában végre mindent bevall ártatlanságáról. Kara megkapja a drogfutárok ügyét a mappába belenézve Duygu rájön hogy az egyik futár a rég elveszett testvére Yasemin a nő elhatározza hogy megmenti a nővérét Semra állapota azonban egyre rosszabb a nő folyamatosan összekeveri Duyguot rég elveszett kislányával ráadásul Ali pont akkor jelenik meg mikor a nő betegsége miatt megeteti Duyguot mivel ismét összetéveszti őt Yaseminnal. Yaman hiába vall be mindent Seher továbbra sem hisz neki, a férfi bízik abban, hogy Ziya segítségével sikerül kiderítenie az igazságot ráadásul Yusuf mindenre rájön. Ali egyre furcsábbnak találja Duygu viselkedését elhatározza hogy kideríti mit titkol a nő Zuhal visszatér de nem egyedül magával viszi Ciceket Melahat testvérét is akit arra kér meg hogy kémkedjen neki így a nő sok mindent megtud többek között azt is hogy miért veszett össze Seher és Yaman. Ziya váratlanul hazajön a kórházból a férfi végre mindenre emlékszik majd bevallja Yamannak Ikbal ölte meg Kevsert a férfi minél hamarabb megakarja találni azt a doktornőt akit Ikbal megzsarolt azonban Seher keresztül hozza a terveit a Yaman majdnem börtönbe kerül ráadásul Zuhal Cicek segítségével mindenre rájön és ő megpróbálja megakadályozni azt hogy Yaman megtalálja a doktornőt. Ali rájön hogy Yasmin az akit Duygu keress meg is találják azonban a lány elmenekül, majd mikor megtalálják egy halott nőn Jasmine karkötőjét a férfi úgy dönt segít Duygunak azonban mikor már elkapnák a férfit akinek köze van az ügyhöz Alit lelővi... 

## Szereplők
| Színész                  | Szereplő                   | Magyar hang                                    |
| ------------------------ | -------------------------- | ---------------------------------------------- |
| Halil İbrahim Ceyhan     | Yaman Kırımlı              | Tóth Roland                                    |
| Sıla Türkoğlu            | Seher Kerimoğlu Kırımli    | Nemes Takách Kata                              |
| Berat Rüzgar Özkan       | Yusuf Kırımlı              | Holló-Zsadányi Normann                         |
| Oğuz Yağcı               | Nedim                      | Haagen Imre                                    |
| Ömer Gecü                | Cenger                     | Fehér Péter                                    |
| Binnaz Ekren             | Adalet                     | Szórádi Erika                                  |
| Adnan Mehmet Ali Aslan   | İbrahim "Ibo"              | Harna Péter                                    |
| Özge Ağyar               | Karanfil "Kara"            | Pánics Lilla                                   |
| Volkan Yildiryim         | Kirpi                      | Előd Álmos                                     |
| Ferda Işıl               | Sultan néni                | Bókai Mária                                    |
| Zeynep Naz Biçer         | Neslihan                   | Boldog Emese (1. hang) Hermann Lilla (2. hang) |
| Melih Özkaya             | Ali nyomozó                | Czető Roland                                   |
| Mustafa Tolga Pancaroğlu | Ziya Kırımlı, Yaman bátyja | Potocsny Andor                                 |
| Attila Pekdemir          | Osman bácsi                | Kajtár Róbert                                  |
| Gülderen Güler           | Kiraz (Meryem Önduglu)     | Szabó Luca                                     |
| Gülay Özdem              | İkbal                      | Ligeti Kovács Judit                            |
| Hilal Yıldız             | Zuhal                      | Pekár Adrienn                                  |
| Derya Oğuz Ertün         | Fırat                      | Markovics Tamás                                |
| Gözde Gürkan             | Begüm                      | Szabó Zselyke                                  |
| Hayat Olcay              | Nadire néni                | Rátonyi Hajni                                  |
| Osman Aydin              | Selim                      | Moser Károly                                   |
| Ali Cakalgöz             | Arif papa                  | Rosta Sándor                                   |
| Mehmet Bastürk           | Ozan                       | Schmied Zoltán                                 |
| Yasemin Nur Öztürk       | Ela                        | Dobó Enikő                                     |
| Göksel Kayahan           | Bora                       | Hám Bertalan                                   |
| Selma Aktepe             | Melahat                    | Hámori Eszter                                  |

## Évados áttekintés
| Évad | Évad | Török epizódok száma | Magyar epizódok száma | Eredeti sugárzás     | Eredeti sugárzás     | Eredeti sugárzás | Magyar sugárzás    | Magyar sugárzás  | Magyar sugárzás |
| Évad | Évad | Török epizódok száma | Magyar epizódok száma | Évadpremier          | Évadfinálé           | Eredeti adó      | Évadpremier        | Évadfinálé       | Magyar adó      |
| ---- | ---- | -------------------- | --------------------- | -------------------- | -------------------- | ---------------- | ------------------ | ---------------- | --------------- |
|      | 1.   | 205                  | 281                   | 2020. szeptember 7.  | 2021. június 18.     | Kanal 7          | 2022. november 30. | 2024. január 22. |                 |
|      | 2.   | 211                  |                       | 2021. szeptember 13. | 2022. július 4.      | Kanal 7          | TBA                | TBA              |                 |
|      | 3.   | 205                  |                       | 2022. szeptember 19. | 2023. szeptember 17. | Kanal 7          | TBA                | TBA              |                 |
|      | 4.   | 184                  |                       | 2023. szeptember 23. | 2025. február 16.    | Kanal 7          | TBA                | TBA              |                 |

## Érdekességek
Az RTL több olyan jelenetet is kivágott, ami szerintük nem illett bele a 12-es korhatár-besorolásba. Ilyen volt, amikor a gonosz Zuhal rátámadt Seherre, és fojtogatni kezdte, néhány Ozanos jelenet, illetve Ikbal és Kevser halála is. (Kevser halálát azonban később mutatták Ziya visszaemlékezésében, de az eredeti részben kivágták.) Neslihannak két magyar hangja is volt, Boldog Emesét ismeretlen okok miatt Hermann Lillára cserélték. A sorozatot nem túl sokan nézték, ezért az RTL ezt is félbehagyta. Több szereplő is távozott benne, például Osman bácsi, aki szívrohamot kapott, Begüm, aki egy állásajánlat miatt külföldre utazott, Nadire néni, aki a beteg testvérét ment el ápolni, a sorozat sokáig nagyon fontos szereplője, Kiraz, akit a börtönből megszökött bátyja lelőtt, mikor Ali meg akarta kérni a kezét, Ikbal, akit Zuhal véletlenül lelökött a lépcsőn, illetve Selim, aki Seher és Yusuf elrablása után börtönbe került. Sajnálatos módon az Osman bácsit alakító színész a valóságban is elhunyt. A főcím többször is változott, miután egy szereplő távozott. Például Osman bácsi helyére Sultan néni került, Begüm távozása után Zuhal mellé Neslihan került, aki előtte Kara és Kirpi között volt, Nadire néni távozása után Adalet egyedül van, Kiraz halála után pedig egyszerűen Yaman és Seher látható, ahogy virágokkal foglalkoznak. Ikbalt és Selimet csak a második évadban tüntették el a főcímből.